# Luizianne Lins
Luizianne de Oliveira Lins (Fortaleza, Ceará, 18 de novembro de 1968) é uma jornalista, professora universitária e política brasileira, filiada ao Partido dos Trabalhadores (PT). É deputada federal pelo Estado do Ceará e ex-prefeita de Fortaleza.
Disputou a reeleição nas eleições municipais de 2008, ganhando no primeiro turno com 50,16% dos votos.
Foi vereadora de Fortaleza (1996), deputada estadual do Ceará (2002) e Prefeita da cidade de Fortaleza por dois mandatos seguidos (2005-2012). Graduada em Jornalismo, é professora licenciada do curso de Comunicação Social da Universidade Federal do Ceará (UFC). Após um período dedicada ao trabalho acadêmico, elegeu-se Deputada Federal e está no seu segundo mandato, tendo sido, em 2018, a 3ª mais votada do Ceará. Em todas as eleições proporcionais que disputou foi a mulher mais votada.

## Biografia
Filiada ao Partido dos Trabalhadores desde 1989, milita nos movimentos de esquerda desde 1987. Jornalista, formada pelo curso de Comunicação social da Universidade Federal do Ceará (UFC), iniciou a faculdade em 1988, tornando-se presidente do Centro Acadêmico (CA) em 1990. Dois anos depois, é eleita presidente do Diretório Central dos Estudantes (DCE) da UFC e, em 1993, diretora da União Nacional dos Estudantes (UNE). Com a militância no Movimento estudantil se credencia para o cargo de secretária estadual de Juventude do PT.
Logo que entra na faculdade, ingressa - como funcionária pública concursada - na Empresa Municipal de Limpeza e Urbanização (EMLURB) onde permanece durante dez anos. Também trabalhou como pesquisadora e supervisora de campo do Instituto de Pesquisas Datafolha, assumindo por sete anos a vice-coordenação do Instituto no Ceará. Foi professora de fotografia do Colégio Batista Santos Dumont, entre 1990 e 1994. Concluiu também o curso de pós-graduação em Comunicação Social, Publicidade e Propaganda na Universidade de Fortaleza (UNIFOR). É mestra em Comunicação Social pela Pontifícia Universidade Católica do Rio de Janeiro (PUC RIO, 2017), com a dissertação "Estudo de Caso Autoetnográfico da Marca de Governo Fortaleza Bela da Prefeitura da Cidade de Fortaleza, Capital do Estado do Ceará". É doutora em Comunicação e Semiótica pela Pontifícia Universidade Católica de São Paulo (PUC-SP, 2023), com a tese "As narrativas da Liberdade no discurso publicitário dos anos 70 no Brasil: um olhar socio semiótico sobre a propaganda da calça jeans US TOP nas páginas das revistas Geração POP (1972-1975)". Atualmente é professora concursada do Curso de Comunicação Social da UFC (licenciada).

## Carreira pública

### Vereadora de Fortaleza
Foi a vereadora mais votada do Partido dos Trabalhadores (PT) em 1996, eleita com 5.336 votos e, em 2000, reeleita. Na Câmara Municipal, ocupou o cargo de presidente da Comissão de Educação, Cultura e Desporto e de presidente da Comissão de Defesa da Mulher, da Juventude e da Criança, criada na Câmara Municipal a partir de um projeto de resolução de sua autoria.

### Deputada estadual do Ceará
Em 2002, foi eleita deputada estadual, tendo sido a quarta mais votada no Estado e a mulher mais votada entre todas, com 60.821 votos. Na Assembléia, ocupou o cargo de presidente da Comissão de Direitos Humanos e Cidadania e é titular da Comissão de Agropecuária e Recursos Hídricos. É ainda suplente das Comissões de: Orçamento, Finanças e Tributação; Educação, Cultura e Desporto; Ciência e Tecnologia e de Defesa Social.
Sua atividade parlamentar sempre priorizou, dentre as várias áreas de atuação, a Educação, a Juventude, a Cultura, a Sexualidade, o Movimento Popular, as questões de Gênero, de Meio Ambiente e de defesa dos Direitos Humanos.

### Prefeita de Fortaleza
Em outubro de 2004, foi eleita prefeita de Fortaleza, obtendo 620.174 votos. sendo a segunda mulher a assumir a prefeitura da capital cearense, com Maria Luiza Fontenele sendo a primeira em 1985
Como destaques da sua primeira gestão estão a redução das mortalidades infantil e materna e a ampliação dos programas federais como Saúde da Família e Bolsa Família. Outras prioridades levantadas pela Gestão Fortaleza Bela foram a limpeza de canais, rios, riachos e lagoas próximos à áreas habitadas em situação de risco e o maior programa de construção de casas populares da história do Município.
Foi candidata à reeleição nas eleições municipais de 2008. O Ministério Público do Estado do Ceará (MPECE) pediu a impugnção da sua candidatura, em razão de supostas "irregularidades" na convenção que homologou a candidatura dela e de seu vice.. Em 23 de julho de 2008, o juiz eleitoral Luiz Evaldo Gonçalves Leite, da 116ª vara, indeferiu a impugnação e confirmou o registro da candidatura Em 5 de outubro de 2008, data das eleições municipais para prefeito e vereador, Luizianne Lins se reelegeu prefeita de Fortaleza.
Em 2011 foi considerada um dos 30 cearenses mais influentes do ano, de acordo com uma enquete realizada pela revista Fale!

### Sucessão
Nas eleições de 7 de outubro de 2012, Luizianne apoiou a candidatura do ex-secretário municipal de Educação, Elmano de Freitas (PT) à prefeitura de Fortaleza, contra outros nove candidatos. O petista foi ao segundo turno com o candidato Roberto Cláudio (PSB), apoiado pelo governador Cid Gomes. No 2º turno, Elmano obteve 576.435 dos votos, totalizando 46,98% dos votos válidos, contra 53,02% dos votos válidos de Roberto Cláudio, ou 650.607 eleitores.
Luizianne Lins foi sucedida por Roberto Cláudio na Prefeitura de Fortaleza em janeiro de 2013.
Em 28 de maio de 2016, teve seu nome aclamado pelo Partido dos Trabalhadores para disputar o cargo de Prefeita de Fortaleza nas eleições de 2016. É uma das principais apostas do Diretório Nacional do PT a nível nacional e o maior expoente político do Estado do Ceará.

### Deputada Federal
No dia 5 de outubro de 2014, ficou em 9º colocado de 22 candidatos deputados federais eleitos, com 130.717 (2,99% dos votos válidos).

### Eleições municipais de 2016
No dia 1º de agosto de 2016, foi realizada a convenção do PT que com a presença do ex-presidente Lula, do qual oficializou a candidatura de Luizianne Lins para prefeita com Elmano de Freitas como vice. O evento aconteceu no Ginásio da Faculdade Ari de Sá, no Centro da Cidade.
No dia 2 de outubro de 2016, após 100% das urnas apuradas, Luizianne ficou na 3ª colocação, com 193,687 votos (15,06%).

### Condenação e absolvição
Em decisão do juiz Josias Menescal, da 114ª Zona Eleitoral de Fortaleza, a petista foi considerada responsável direta pela coação e demissão em massa de terceirizados da Prefeitura durante a eleição municipal de 2012 – com objetivo de alavancar candidatura de Elmano de Freitas (PT) na disputa.
Posteriormente, Luizianne foi absolvida por unanimidade: "Em decisão unânime, a Corte do Tribunal Regional Eleitoral do Ceará deu provimento ao Recurso Eleitoral nº 1512-73, impetrado pela ex-prefeita de Fortaleza, Luizianne de Oliveira Lins, declarando-a inocente de abuso de poder político."